# 多德雷赫特博物館

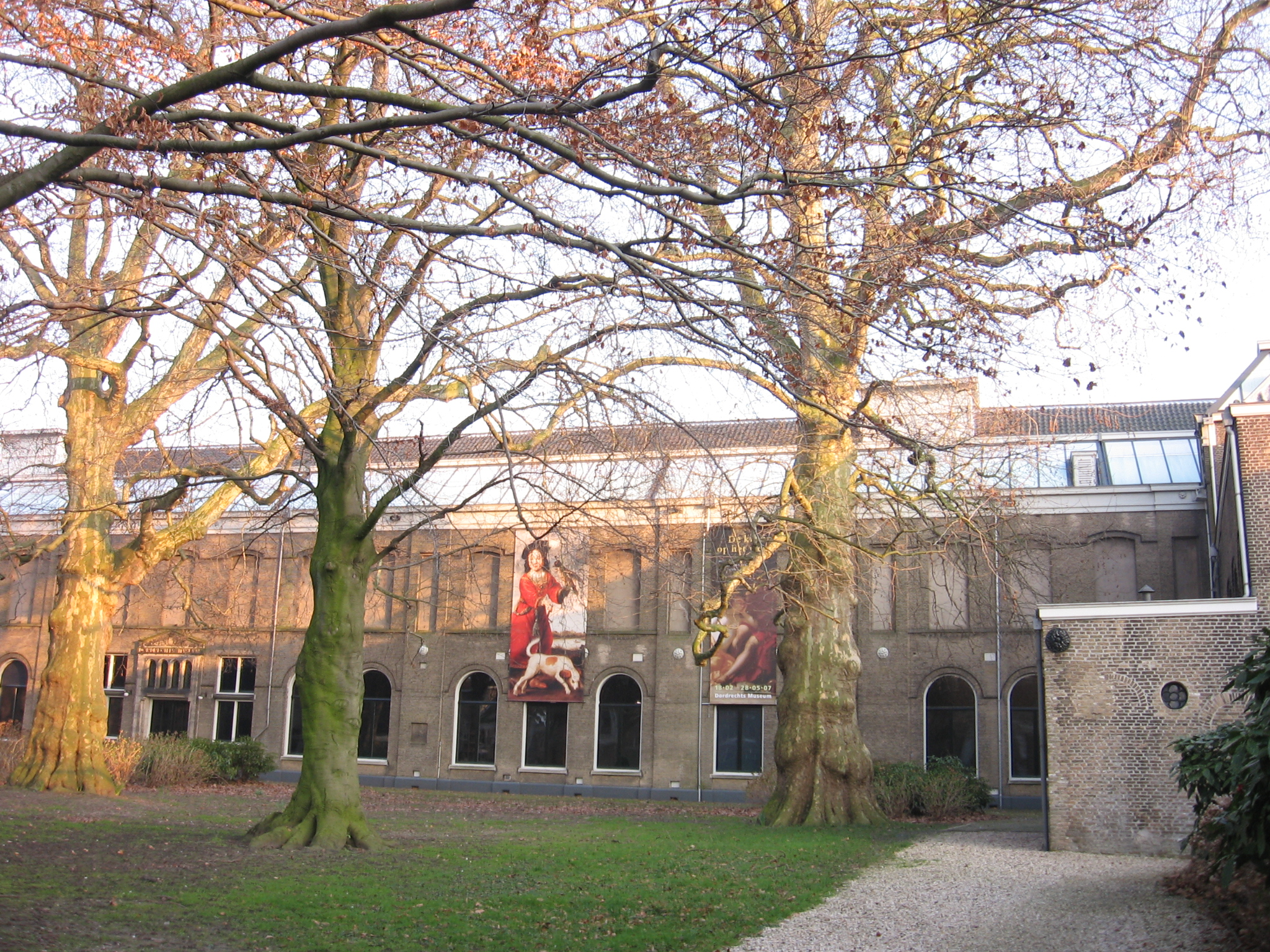
多德雷赫特博物館

多德雷赫特博物館（Dordrechts Museum）是荷蘭城市多德雷赫特的一座美術博物館。

## 历史
這座博物館成立於1842年，展示最近400年的美術作品。多德雷赫特博物館收藏自荷蘭黃金時代至今的美術作品，且藏品數量仍然在增加。在2007年至2010年，博物館進行了翻新。

## 外部連結
- （荷兰文） 官方网站
- Dordrechts Museum （页面存档备份，存于）, English information